# Xã Providence, Quận Buena Vista, Iowa
Xã Providence (tiếng Anh: Providence Township) là một xã thuộc quận Buena Vista, tiểu bang Iowa, Hoa Kỳ. Năm 2010, dân số của xã này là 254 người.